# Акоба (Сырымский район)
Акоба (каз. Ақоба) — упразднённое село в Сырымском районе Западно-Казахстанской области Казахстана. Входило в состав Жетыкольского сельского округа. Исключено из учётных данных в 2024 году.
Код КАТО — 275845200.

## Население
В 1999 году население села составляло 231 человек (121 мужчина и 110 женщин). По данным переписи 2009 года, в селе проживало 75 человек (40 мужчин и 35 женщин).